# Đội tuyển Fed Cup Congo
Đội tuyển Fed Cup Congo đại diện Cộng hòa Congo ở giải đấu quần vợt Fed Cup và được quản lý bởi Liên đoàn Quần vợt Congo.  Đội chưa thi đấu kể từ năm 1992.

## Lịch sử
Congo tham gia kì Fed Cup đầu tiên và cũng là duy nhất vào năm 1992, thua tất cả các trận.